# Wojna z terroryzmem

Wojna z terroryzmem. Ciemnozielony: NATO. Jasnozielony: sojusznicy NATO w głównych operacjach. Jasnoniebieski: Inicjatywa transsaharyjska. Czerwony: główne operacje wojskowe: Afganistan • Pakistan • Irak • Somalia • Jemen • Czerwone punkty: największe ataki Al-Kaidy i powiązanych z nią grup: 1. Nairobi, Dar es Salaam (1998) • 2. Nowy Jork, Waszyngton (2001) • 3. Bali (2002) • 4. Madryt (2004) • 5. Londyn (2005) • 6. Mumbaj (2008)

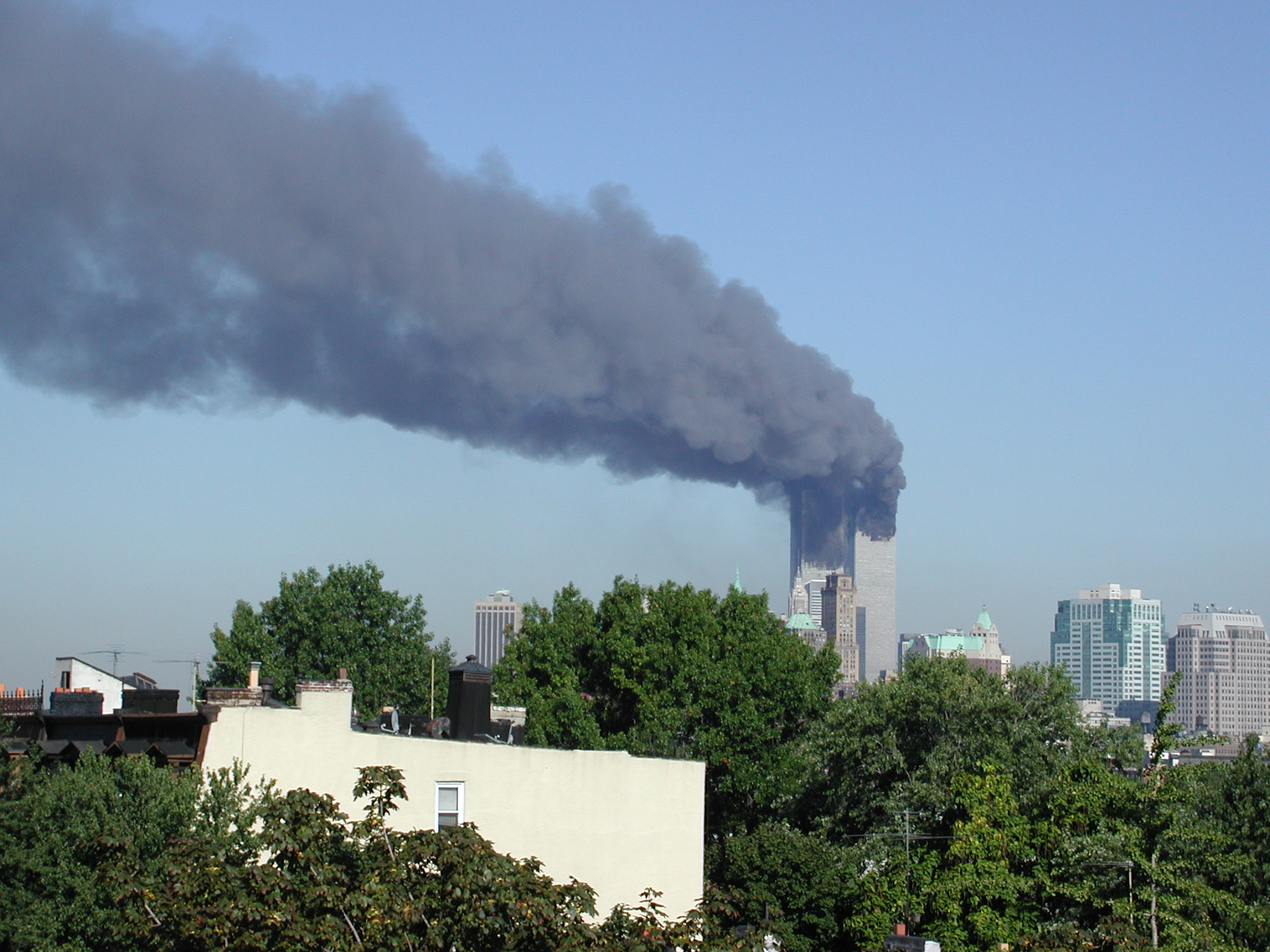
Widok na płonące wieże WTC po zamachu z 11 września 2001 z Brooklynu

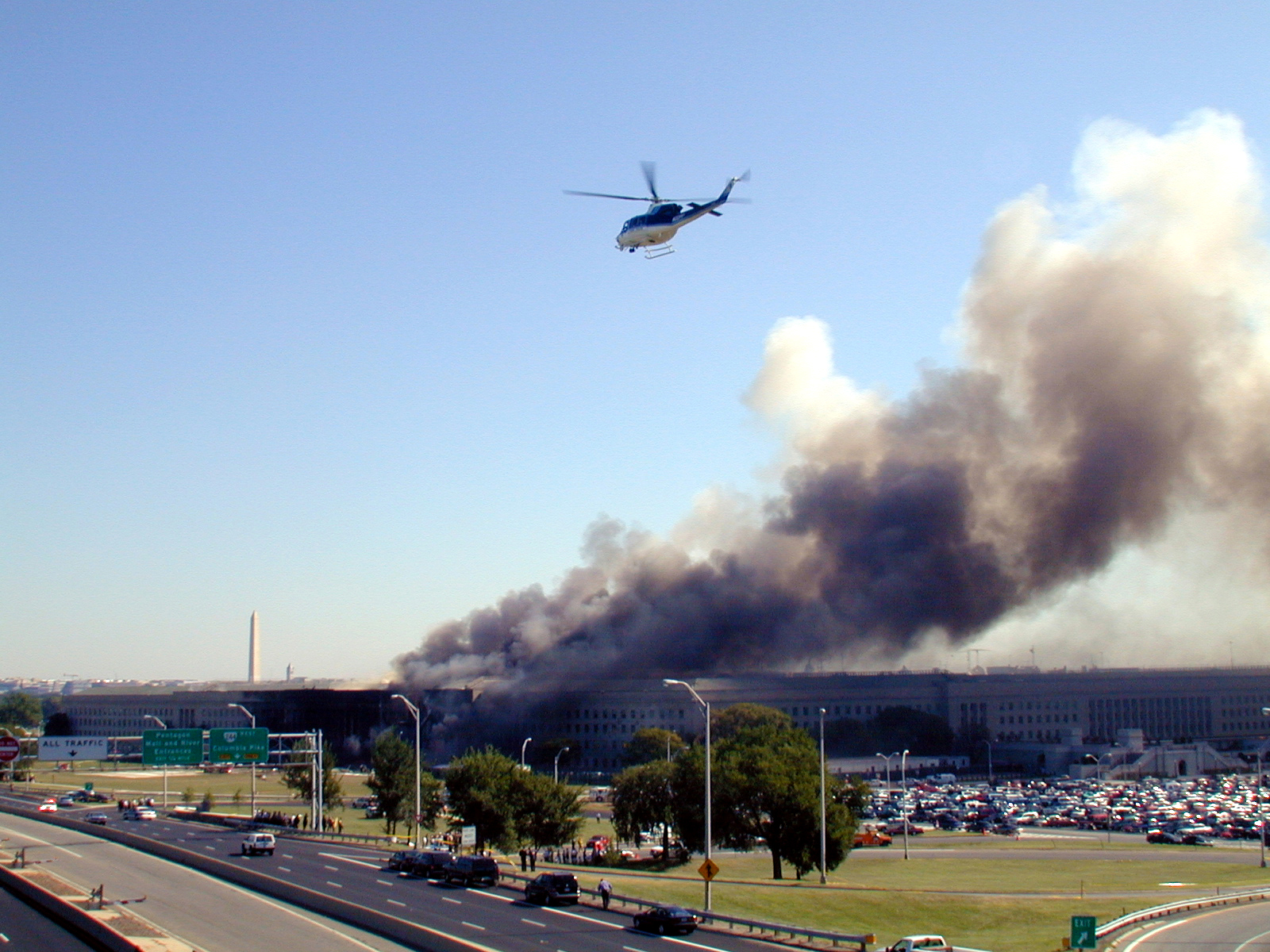
Płonący gmach Pentagonu po zamachu z 11 września 2001

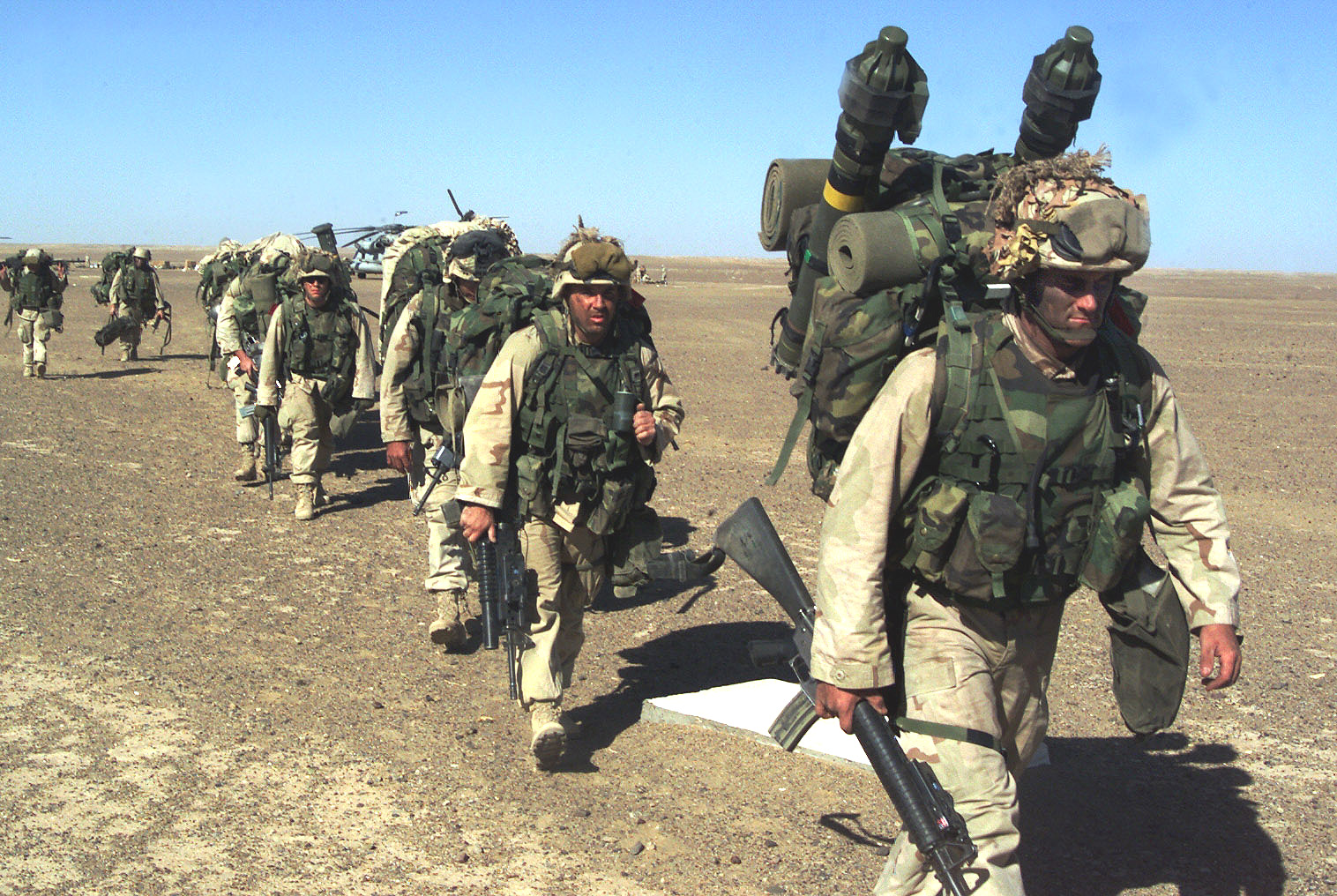
Amerykańscy żołnierze w Afganistanie (2001)

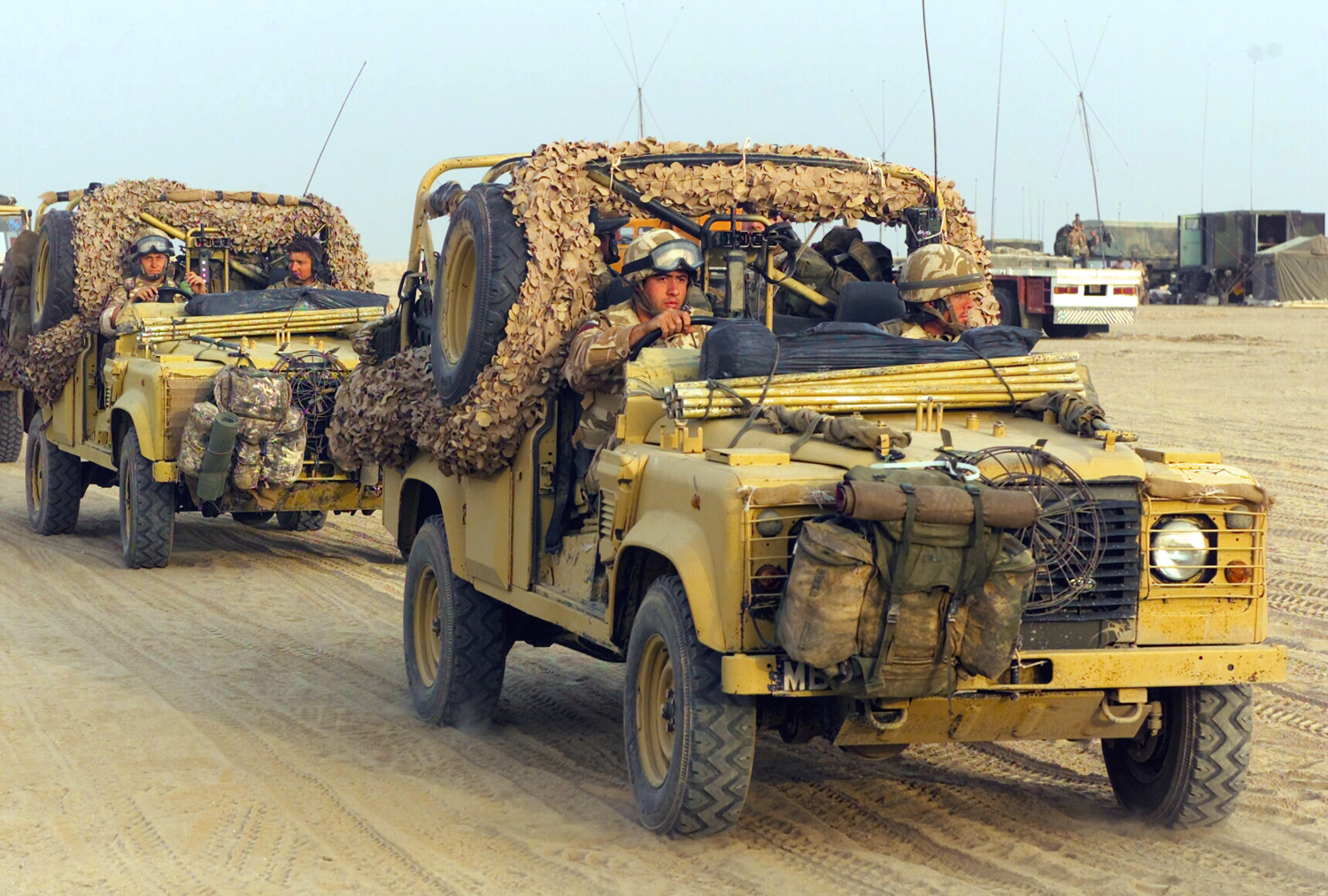
Brytyjscy żołnierze w Iraku

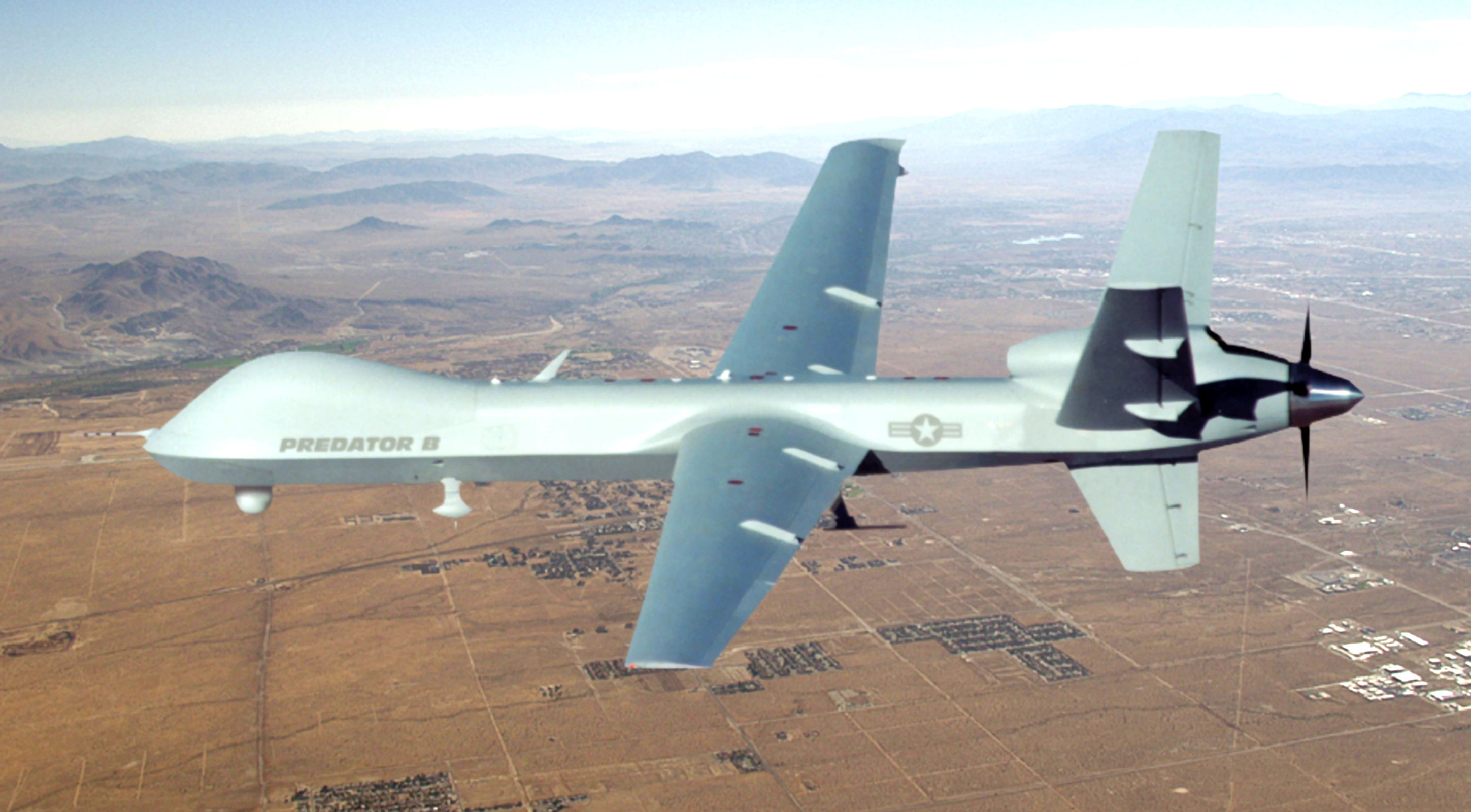
Bezzałogowy samolot amerykańskich sił powietrznych

Wojna z terroryzmem (ang. War on Terror) – termin wprowadzony do polityki zagranicznej Stanów Zjednoczonych przez administrację prezydenta George’a W. Busha po zamachach na World Trade Center i Pentagon z 11 września 2001. Przez niektórych określana mianem nowej wojny światowej lub nowej zimnej wojny.
Termin ten używany jest na określenie prowadzonych przez USA oraz inne państwa działań militarnych, mających za deklarowany cel unieszkodliwienie międzynarodowych grup terrorystycznych (głównie grup skrajnie islamistycznych, z których najważniejszą jest Al-Ka’ida) oraz uniemożliwienie tzw. „państwom zbójeckim” wspierania ich.
Jak dotąd, najważniejsze akcje przeprowadzone w ramach wojny z terroryzmem to walka z ruchem talibów w Afganistanie oraz inwazja na Irak. Do wojny z terroryzmem zaliczana jest też rozpoczęta w 2014 roku międzynarodowa interwencja przeciwko Państwu Islamskiemu.

## Przebieg wojny

### Zamachy z 11 września 2001 roku
11 września 2001 roku doszło do serii ataków terrorystycznych na terytorium Stanów Zjednoczonych. 19 zamachowców przejęło kontrolę nad czterema samolotami pasażerskimi i skierowało je przeciwko znanym amerykańskim budynkom. Dwa spośród porwanych samolotów rozbiły się o bliźniacze wieże World Trade Center w Nowym Jorku. W wyniku kolizji oba wieżowce zawaliły się. Trzeci samolot zniszczył część Pentagonu. Spośród porwanych maszyn tylko United Airlines 93 nie dotarł do celu – rozbił się na polach Pensylwanii ok. 15 min lotu od Waszyngtonu. Przypuszcza się, że miał uderzyć w Biały Dom lub Kapitol. Maszyna nie doleciała do celu, ponieważ pasażerowie, którzy dowiedzieli się o losie innych samolotów, zaatakowali porywaczy i doprowadzili do katastrofy na bezludnym terenie. W zamachach śmierć poniosły 2973 osoby oraz wszyscy porywacze.

### OperacjaEnduring Freedom

#### Inwazja na Afganistan
Rząd amerykański oskarżył o zamachy z 11 września Al-Ka’idę – organizację terrorystyczną kierowaną przez Osamę bin Ladena. Według USA Al-Kaida miała swoją siedzibę i bazy szkoleniowe w Afganistanie. Prezydent Bush postawił Talibom ultimatum, w którym żądał m.in. wydania Stanom Zjednoczonym Osamy bin Ladena i zamknięcia wszystkich obozów terrorystów na terytorium Afganistanu. Ultimatum zostało odrzucone, więc 7 października 2001 roku amerykańskie oraz brytyjskie siły powietrzne rozpoczęły bombardowanie wyznaczonych celów w Afganistanie. W operację zaangażowały się siły NATO, ponieważ zgodnie z art. 5 Traktatu o NATO uznano, że zamach z 11 września był atakiem na jednego z członków Paktu. W skład koalicji ISAF weszło ponad 40 państw oraz opozycyjny do talibów Sojusz Północny.
Inwazja doprowadziła do obalenia reżimu talibów, ale jednocześnie stała się początkiem długiej wojny partyzanckiej. Wielu złapanych bojowników Al-Kaidy zostało przetransportowanych do więzienia Guantanamo na Kubie, gdzie według organizacji humanitarnych byli poddawani torturom i poniżającemu traktowaniu.

#### Inne misje operacjiEnduring Freedom
W ramach operacji Enduring Freedom Stany Zjednoczone przeprowadzały akcje bojowe i szkoleniowe w wielu innych częściach świata. W 2002 USA zaczęły wspierać rząd Filipin w walce przeciwko grupom terrorystycznym i komunistycznym partyzantom. Również w 2002 USA rozpoczęły operację na Półwyspie Somalijskim, której celem było zwalczanie terrorystów i piratów.
W 2007 USA podjęły walkę z grupami terrorystycznymi w Afryce zachodniej (ang. Trans-Saharan Counterterrorism Initiative).

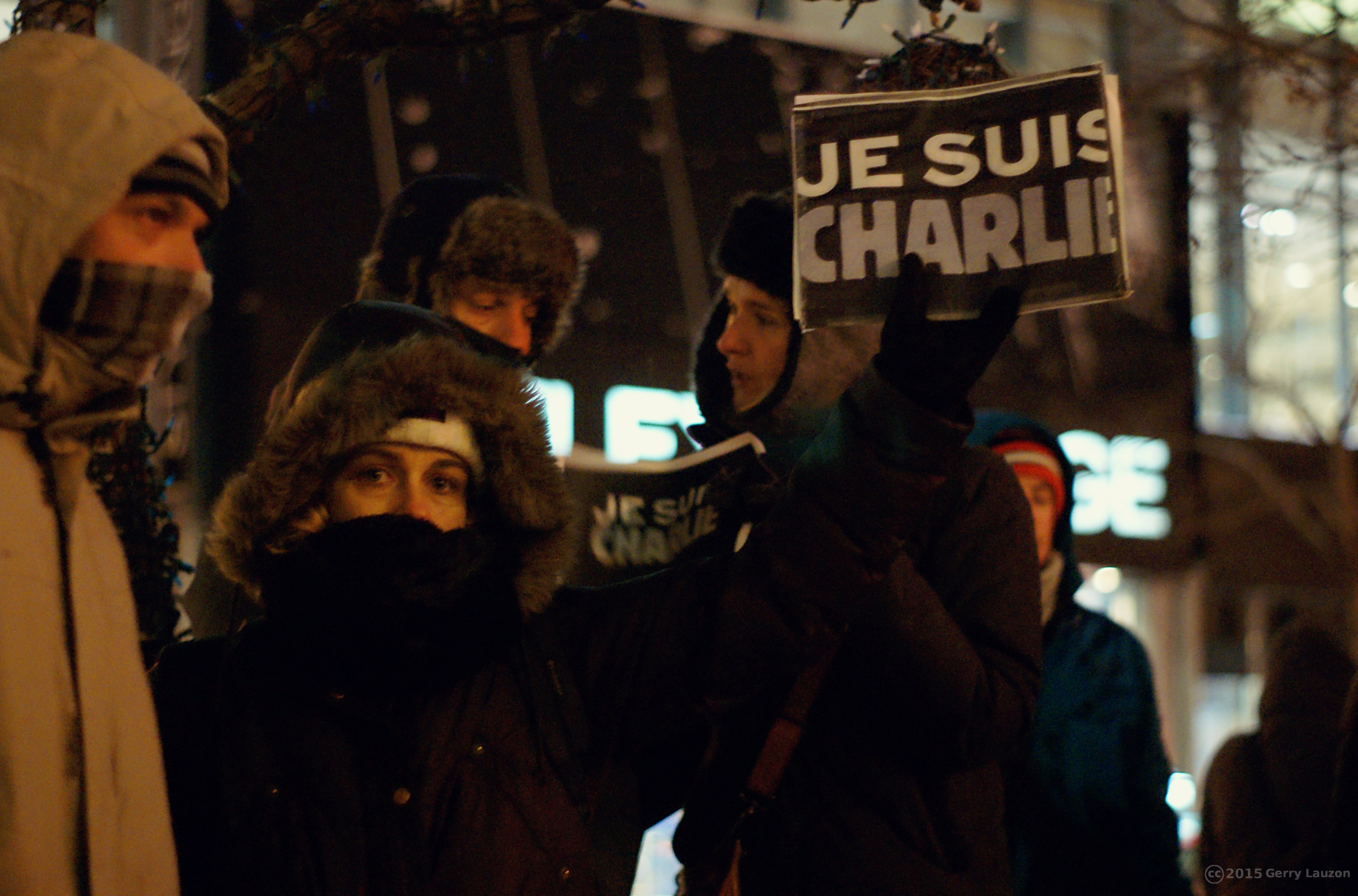
Napis „Jestem Charlie” niesiony przez jednego z protestujących przeciwko terroryzmowi po zamachach w Paryżu (2015)

### Wojna w Iraku
Po zamachach z 11 września administracja amerykańska zaczęła oskarżać Irak o posiadanie broni masowego rażenia i wspieranie terroryzmu. 29 stycznia 2002 roku prezydent Bush wygłosił orędzie, w którym zaliczył Irak do tzw. Osi zła. Od tego momentu rozpoczęły się przygotowania do wojny. Pomimo poważnych wątpliwości prawnych i sprzeciwu Chin, Rosji i Francji, inwazja rozpoczęła się 20 marca 2003 roku. Koalicja składała się głównie z wojsk USA i Wielkiej Brytanii, ale też jednostek australijskich, hiszpańskich i polskich. Po ok. trzech tygodniach walk siły międzynarodowe objęły kontrolę nad większością terytorium Iraku, obalając rząd tworzony przez partię Baas i Saddama Husajna. Formalny koniec inwazji nastąpił 1 maja 2003 roku.
Saddam Husajn został złapany i postawiony przed irackim trybunałem za zbrodnie przeciwko ludzkości. Sąd skazał byłego prezydenta Iraku na śmierć przez powieszenie. Wyrok wykonano 26 grudnia 2006 roku.
W latach 2003–2010 siły międzynarodowe prowadziły operacje zbrojne przeciwko partyzantom i terrorystom. 19 sierpnia 2010 roku amerykańskie wojska bojowe ostatecznie opuściły Irak. Wycofanie wszystkich sił zbrojnych nastąpiło w grudniu 2011 roku. W walkach i zamachach zginęło ponad 4800 żołnierzy koalicyjnych (w większości Amerykanów), od kilkudziesięciu do kilkuset tysięcy cywilów i trudna do oszacowania liczba partyzantów.

### Wojna w Pakistanie
Granica afgańsko-pakistańska była od początku inwazji na Afganistan miejscem walk pomiędzy radykalnymi islamskimi ugrupowaniami (często powiązanymi z Al-Kaidą) a rządem Pakistanu. Po roku 2001 do walk przyłączyli się talibowie, mający w Pakistanie swoje kryjówki. Do zwalczania bojowników przystąpiły będące w sojuszu z Pakistanem wojska amerykańskie. Formalnie za moment rozpoczęcia wojny uznaje się marzec 2004 roku. Najcięższe walki toczone były o Waziristan.
2 maja 2011 roku amerykańscy komandosi zabili Osamę bin Ladena po 40-minutowej wymianie ognia w jego rezydencji w miejscowości Abbottabad (ok. 60 km na północny wschód od Islamabadu).

### Wojna z Państwem Islamskim
W 2011 rozpoczęła się wojna domowa w Syrii pomiędzy siłami rządowymi a syryjską opozycją. Po stronie opozycji walczyło wiele ugrupowań radykalnych i terrorystycznych, wśród nich przedstawiciele tzw. Państwa Islamskiego. W 2013 doszło do rozłamu w szeregach opozycji i wewnętrznych walk. W 2014 bojówki Państwa Islamskiego rozpoczęły ofensywę w Iraku i Syrii, zajmując znaczne obszary na terytorium obu państw.
7 sierpnia 2014 USA rozpoczęły naloty na pozycje Państwa Islamskiego w Iraku. We wrześniu 2014 powstała koalicja, w skład której weszły Stany Zjednoczone, Arabia Saudyjska, Katar, Jordania, Zjednoczone Emiraty Arabskie i Bahrajn. 23 września 2014 wojska koalicji rozpoczęły kampanię lotniczą przeciwko PI na terytorium Syrii.

### Zamachy terrorystyczne po roku 2001
Po zamachach na World Trade Center Al-Kaida i powiązane z nią grupy przeprowadziły szereg ataków na całym świecie. Największe z nich to:
- Zamach na Bali (12 października 2002) – 202 zabitych, 209 rannych.
- Zamachy w Casablance (16 maja 2003) – 45 zabitych (w tym 12 terrorystów), ponad 100 rannych.
- Zamachy w Stambule (15 i 20 listopada 2003) – ok. 60 zabitych, ponad 700 rannych.
- Zamach w Madrycie (11 marca 2004) – 191 zabitych, ok. 1900 rannych. W wyniku zamachów wojska hiszpańskie zostały wycofane z Iraku.
- Zamach w Londynie (7 lipca 2005) – 56 zabitych (w tym 4 terrorystów), ok. 700 rannych.
- Zamach w Szarm el-Szejk (23 lipca 2005) – ok. 70 zabitych, ok. 150 rannych.
- Zamach na Bali (1 października 2005) – 26 zabitych, 102 rannych.
- Zamachy w Mumbaju (26–29 listopada 2008) – ok. 200 zabitych, ponad 300 rannych.
- Zamachy w Nairobi (21–24 września 2013) – 72 zabitych, 175 rannych.
- Zamachy w Paryżu (7–9 stycznia 2015) – 17 zabitych, 20 rannych
- Zamach w Tunisie (18 marca 2015) – 23 zabitych, 22 rannych.
- Zamachy w Paryżu (13–14 listopada 2015) – 132 zabitych, powyżej 300 rannych.
- Zamachy w Brukseli (22 marca 2016) – 32 zabitych, 316 rannych.

Do wielu ataków doszło też w trakcie wojen w Afganistanie, Iraku i Pakistanie.

## Krytyka
Krytycy polityki USA twierdzą, iż w rzeczywistości termin ten jest chwytem propagandowym stosowanym w celu usankcjonowania ograniczania swobód obywatelskich przez administrację Busha oraz mającym dać zielone światło do działań militarnych w dowolnych miejscach na świecie. Zwracają oni także uwagę na liczne ofiary cywilne spowodowane działaniami wojennymi. Stosowanie podwójnych standardów moralnych zarzucił amerykańskiej polityce wojny z terroryzmem Matthew K. Tafoya, członek indiańskiego plemienia Nawaho, autor pomysłu T-shirta ze zdjęciem grupy Indian i napisami: „Homeland Security” i „Fighting terrorism since 1492”. Twierdził on, że zarówno w 1492 roku, jak i obecnie doszło do tego samego zjawiska zderzenia kultur, wyrażając to słowami: „Tak jest. Teraz oni wiedzą, jak to jest”. Podejście to, jak i sam slogan, skrytykował Joseph Farah, redaktor konserwatywnego portalu WorldNetDaily, nazywając hasło obrażliwym, zarzucając autorowi relatywizm moralny sprawiający, że „Amerykanie nie są w stanie odróżnić dobra od zła” oraz twierdząc, iż „niektórzy tak bardzo nienawidzą Ameryki, że chcą kształtować jej przyszłość poprzez pisanie na nowo jej przeszłości”.